# Phare Pasas
Le Phare Pasas, également appelé Phare Nisidha Pasas est situé sur l'île Pasas, l'une des îles Inousses en Grèce. Le phare est mis en service en 1885. Il délimite un point dangereux dans le détroit qui sépare l'île Chios et la côte turque, qui se trouve à 5 milles marins.

## Caractéristiques
Le phare est une tour cylindrique blanche, accolée à la maison du gardien dont le dôme de la lanterne est de couleur verte. Il s'élève à 69 mètres au-dessus de la mer Égée.

## Codes internationaux
- ARLHS[2] : GRE-104
- NGA : 19968
- Admiralty[3] : E 4654

## Source
(en) [PDF] List of lights radio aids and fog signals - 2011 - The west coasts of Europe and Africa, the mediterranean sea, black sea an Azovskoye more (sea of Azov) (la liste des phares de l'Europe, selon la National Geospatial - Intelligence Agency)- Version 2011 - National Geospatial - Intelligence Agency - p. 341

## Lien connexe
Inousses